# Поспишилова, Ленка
Ленка Поспишилова (в замужестве — Черна) (чеш. Lenka Pospíšilová (Černá), род. 13 мая 1966, Оломоуц, Североморавский край) — чехословацкая и чешская гандболистка, вратарь. Участница летних Олимпийских игр 1988 года, серебряный призёр чемпионата мира 1986 года.

## Биография
Ленка Поспишилова родилась 13 мая 1966 года в чехословацком городе Оломоуц (сейчас в Чехии).
Начала заниматься гандболом в 1976 году в Оломоуце. Выступала за «Зору» из Оломоуца (до 1995, 2008—2012), чехословацкие «Новесту» из Злина, «Дусло» из Шали, французский «Мец» (1995—2001, 2003—2005), немецкий «Люцеллинден» (2001—2003), чешский «Весели-над-Моравоу» (2005—2008) и словацкую «Ювенту» из Михаловце (2012—2013). Была чемпионкой Чехословакии в составе «Шали», четыре раза — чемпионкой Чехии (в том числе в 2006 году), шесть раз — чемпионат Франции (1996—1997, 1999—2000, 2004—2005). Дважды побеждала в Кубке Чехии с «Весели-над-Моравоу» и Кубке Франции (1998—1999), один раз — в Кубке французской лиги (2005).
Признавалась лучшим вратарём чемпионатов Германии и Франции.
Выступала за сборные Чехословакии и Чехии в течение 26 лет. Последний матч провела 18 октября 2009 года против Швеции в 43-летнем возрасте. В 1983—2009 годах провела за сборную страны более 320 матчей, забросила 5 мячей.
Семь раз участвовала в чемпионатах мира, пять раз — в чемпионатах Европы. В 1986 году завоевала серебряную медаль на чемпионате мира в Нидерландах.
В 1988 году вошла в состав женской сборной Чехословакии на летних Олимпийских играх в Сеуле, занявшей 5-е место. Играла на позиции вратаря, провела 3 матча.
Один раз признавалась лучшей гандболисткой Чехословакии, шесть раз — лучшей гандболисткой Чехии.
Ещё по ходу игровой карьеры стала тренером. В 2006—2010 годах была ассистентом главного тренера женской сборной Чехии, в 2011—2013 годах — ассистентом главного тренера женской сборной Словакии.
Работает тренером вратарей женской молодёжной сборной Чехии, а также руководит командой старшего возраста в клубе «Злин» и преподаёт гандбол в спортивной гимназии в Злине.